# Чемодановка (Сумская область)
Чемодановка (укр. Чемоданівка) — село,
Иваницкий сельский совет,
Недригайловский район,
Сумская область,
Украина.
Код КОАТУУ — 5923582204. Население по переписи 2001 года составляло 206 человек .
Найдена на Подробной карте Российской Империи и близлежащих заграничных владений. Столистовая карта.1816 год 

## Географическое положение
Село Чемодановка находится на правом берегу реки Биж,
выше по течению на расстоянии в 0,5 км расположено село Мазное,
ниже по течению на расстоянии в 3 км расположено село Долина.
Через село проходит автомобильная дорога Т-1917.